# 18883 Domegge
18883 Domegge è un asteroide della fascia principale. Scoperto nel 1999, presenta un'orbita caratterizzata da un semiasse maggiore pari a 3,0687118 au e da un'eccentricità di 0,0970603, inclinata di 8,56718° rispetto all'eclittica.
L'asteroide è dedicato a Domegge di Cadore, località italiana.